# نانیتون
latitudeنانیتونlongitudeنانیتون
نانیتون (به انگلیسی: Nuneaton) شهری در منطقهٔ بیرمنگام کشور انگلستان است که این کشور خود بخشی از بریتانیا محسوب می‌شود. این شهر در سال ۱۹۹۱ میلادی ۶۶٫۷۱۵ نفر جمعیت داشته و در سرشماری سال ۲۰۰۱ جمعیت آن به ۷۰٫۷۲۱ نفر رسیده‌است. میزان رشد سالانهٔ جمعیت نانیتون ‎۰٫۶۵ درصد می‌باشد و جمعیت این شهر در سال ۲۰۱۲ به ۷۵٫۹۶۸ نفر تغییر یافت.